# Bestuurlijke indeling van Fiji
Fiji is ingedeeld in vier divisies. Deze divisies zijn administratief weer onderverdeeld in veertien provincies. Rotuma heeft de status van dependency.
| Divisie (hoofdstad) | Provincie      | Opp. (km²) | Inw. (2007) | Kaart             |
| ------------------- | -------------- | ---------- | ----------- | ----------------- |
| Central (Suva)      | Naitasiri      | 1.666      | 158.793     | Divisies van Fiji |
| Central (Suva)      | Namosi         | 570        | 6.901       | Divisies van Fiji |
| Central (Suva)      | Rewa           | 272        | 101.143     | Divisies van Fiji |
| Central (Suva)      | Serua          | 830        | 18.420      | Divisies van Fiji |
| Central (Suva)      | Tailevu        | 755        | 55.586      | Divisies van Fiji |
| Northern (Labasa)   | Bua            | 1.379      | 13.855      | Divisies van Fiji |
| Northern (Labasa)   | Cakaudrove     | 2.816      | 46.266      | Divisies van Fiji |
| Northern (Labasa)   | Macuata        | 2.004      | 70.486      | Divisies van Fiji |
| Eastern (Levuka)    | Kadavu         | 478        | 10.048      | Divisies van Fiji |
| Eastern (Levuka)    | Lau            | 487        | 10.516      | Divisies van Fiji |
| Eastern (Levuka)    | Lomaiviti      | 411        | 16.415      | Divisies van Fiji |
| Western (Lautoka)   | Ba             | 2.634      | 228.537     | Divisies van Fiji |
| Western (Lautoka)   | Nadroga-Navosa | 2.385      | 58.623      | Divisies van Fiji |
| Western (Lautoka)   | Ra             | 1.341      | 30.216      | Divisies van Fiji |